# Acum și după
Acum și după: ABC-ul Anarhismului comunist este o introducere la principiile de anarhism și comunism anarhist scrisă de Alexander Berkman. Publicată pentru prima dată în 1929 de către Vanguard Press, după ce părți din ea au apărut în Freie Arbeiter Stimme, Acum și După a fost retipărită de mai multe ori, adesea sub titlul Ce este anarhismul comunist? sau Ce este anarhismul?. Datorită prezentării sale privind filosofia anarhisă într-un limbaj simplu, Acum și După a devenit una dintre cele mai cunoscute introduceri la anarhism în tipăritură. Anarhistul Stuart Christie a scris că Acum și După este "printre cele mai bune introduceri la ideile de anarhism în limba engleză". Istoricul Paul Avrich a descris-o ca fiind "un clasic" și a scris că a fost "cea mai clară expunere a anarhismului comunist în limba engleză sau orice altă limbă".

## Istorie
Mișcarea anarhistă a fost sub asediu în timpul anilor 1920. Statele Unite deportase sute de anarhiști, inclusiv Berkman și Emma Goldman, în 1919. În nou creata Uniune Sovietică, anarhiștii ruși erau arestați de Ceka și închiși sau executați. În Ucraina, o armată anarhistă condusă de Nestor Makhno fusese învinsă de către Armata Roșie. Sute de anarhiști ruși au fugit în exil în Germania și Franța.
Într-un efort de a revigora mișcarea, Federația Anarhistă Iudaică din New York a cerut lui Berkman, în 1926, să scrie o introducere la anarhism destinată publicului larg. Prin prezentarea principiilor de anarhism într-un limbaj simplu, anarhiștii din New York au sperat că cititorii ar putea fi convinși să sprijine mișcarea sau, cel puțin, că această carte ar putea îmbunătăți imaginea anarhismului și a anarhiștilor în ochii publicului.

## Cartea
Lucrarea lui Berkman explică filosofia anarhistă în termeni pe care cititorii neinițiați îi pot înțelege. Capitolele cărții sunt scurte, și multe dintre ele încep cu întrebări (de exemplu, "Este anarhismul violență?” , "Va funcționa anarhismul comunist?"). Un număr de idei pe care el le discută sunt similare cu cele propuse în Cucerirea pâinii de Peter Kropotkin, pe care Berkman îl citează de-a lungul lucrării. Berkman evită felul de jargon și de limbaj tehnic care este adesea folosit de către scriitorii politici în favoarea unui limbaj simplu. După cum scrie el în prefața lui:
„Anarchist books, with few exceptions, are not accessible to the understanding of the average reader. It is the common failing of most works dealing with social questions that they are written on the assumption that the reader is already familiar to a considerable extent with the subject, which is generally not the case at all. As a result there are very few books treating of social problems in a sufficiently simple and intelligible manner.

For the above reason I consider a restatement of the Anarchist position very much needed at this time—a restatement in the plainest and clearest terms which can be understood by every one. That is, an ABC of Anarchism.”
În 1929, Acum și După a fost publicată de Vanguard Press în New York. În 1937, la un an după moartea lui Berkman, o a doua ediție a fost publicată cu o prefață de Emma Goldman. O ediție britanică a fost publicată în 1942 de Freedom Press în Londra. De atunci, cartea a fost retipărită de multe ori.